# 가미노베역
덴류 후타마타 역(일본어: 上野部駅, かみのべえき)은 일본 시즈오카현 이와타시 가미노베에 있는 덴류하마나코 철도의 철도역이다.
무인역이며 근처의 주민들이 이 역을 깨끗하게 청소하고 있다. 홈에는 '덴류 천에 제일 가까운 역'이라는 간판이나 증기기관차를 그린 역명판이 설치되어 있다.

## 역세권 정보
- 묘만사(니치렌슈)
- 덴류원(조동종)

## 역사
- 1955년 5월 6일 - 국철 후타마타 선의 역으로 개업.
- 1961년 5월 16일 - 엔슈 철도의 동차가 니시카지마역에서 당역 경유로 도토미모리 역까지 직통 운행 개시.
- 1966년 10월 1일 - 엔슈 철도의 동차 직통 운행 폐지.
- 1987년 3월 15일 - 후타마타 선이 제3섹터 철도인 덴류 하마나코 철도로 전환.

과거 이 부근에는 고메이 전기 철도(폐지)의 간다 공원앞 역이 존재했다.

## 인접역
| 덴류하마나코 철도 ■ 덴류하마나코 선 | 덴류하마나코 철도 ■ 덴류하마나코 선 | 덴류하마나코 철도 ■ 덴류하마나코 선 |
| ----------------------------------- | ----------------------------------- | ----------------------------------- |
| 도요오카 가케가와 방면              | 보통                                | 덴류 후타마타 신조하라 방면         |